# Alexander von Brünneck
Alexander von Brünneck (* 13. Juni 1941 in Hermersdorf, Landkreis Lebus; † 28. Dezember 2023 in Hannover) war ein deutscher Rechtswissenschaftler und Universitätsprofessor.

## Leben
Die Mutter Waltraut von Brünneck floh mit ihren Kindern im Januar 1945 von Hermersdorf nach Lübeck und schließlich nach Hamburg. 
Ab 1954 war er Schüler am Landschulheim am Solling. Alexander von Brünneck studierte an den Universitäten München, London, Paris und Berlin Rechtswissenschaft. 1968 legte er die erste, 1971 die zweite juristische Staatsprüfung ab. 1971 wurde er Wissenschaftlicher Assistent und 1974 Akademischer Rat an der Technischen Universität Hannover. Nach der Promotion im Jahre 1976 an der Universität Frankfurt a. M. über Politische Justiz gegen Kommunisten in der Bundesrepublik Deutschland habilitierte er sich 1984 in Hannover. Zeitweise war er Autor der Zeitschrift Kritische Justiz.
Er lehrte bis zum Sommersemester 2006 an der Europa-Universität Viadrina, wo er den Lehrstuhl für Öffentliches Recht, insbesondere Staatsrecht und Verfassungsgeschichte innehatte. Anlässlich seines 70. Geburtstages wurde ihm eine Festschrift mit dem Titel Nachdenken über Eigentum gewidmet.
Von Brünneck war Mitglied der Vereinigung der Deutschen Staatsrechtslehrer.
Er war ein Neffe der Richterin des Bundesverfassungsgerichts Wiltraut Rupp-von Brünneck.

## Veröffentlichungen (Auswahl)
- Politische Justiz gegen Kommunisten in der Bundesrepublik Deutschland 1949–1968. (Mit einem Vorwort von Erhard Denninger). Dissertation. Suhrkamp, Frankfurt a. M. 1979, ISBN 978-3-518-10944-1.
- Die Eigentumsgarantie des Grundgesetzes. Nomos, Baden-Baden 1984, ISBN 978-3-7890-1002-6.
- mit Horst Dreier, Michael Wildt: ad Ernst Fraenkel. Der Doppelstaat, Europäische Verlagsanstalt, Hamburg 2021, ISBN 978-3-86393-113-1.